# Călușarii
Călușarii reprezintă participanții la dansul Călușului, dans tradițional românesc, prezent în timpurile vechi atât în Moldova, Oltenia cât și în Transilvania.

## Generalități
În mod tradițional, dansul se execută în săptămâna dinaintea Rusaliilor, și are scop cathartic (tămăduitor), însă există documente istorice care atestă practicarea dansului și cu alte ocazii, de exemplu, dansul executat de soldații lui Mihai Viteazul, "călușerii", ce se aflau sub conducerea căpitanului Baba Novac, în cadrul sărbătorii date de Sigismund Bathory în 1599, la Piatra Caprei, lângă Alba Iulia.
Călușul este un obicei românesc practicat în perioada numită popular Rusalii, mai exact în cele nouă zile dintre sărbătoarea ortodoxă de Înălțare și cea numită Rusalii. Tradiții similare există pe toată întinderea europeană a fostului Imperiu Roman, de la Dansul Maurului în Britania sau Ciomăgașii (Pauliteiros) în Portugalia. 
Originea acestui obicei este subiectul multor discuții și nu s-a ajuns la o concluzie clară.
Tudor Pamfile spune că nu se poate stabili o origine clară a acestei tradiții (Sărbătorile de vară la Români, de T. Pamfile, București, 1910, p.75).
O serie de cercetători văd o origine romană a acestei tradiții (începând cu Petru Maior, cf. Nicolae Iorga, Istoria literaturii române în secolul al XVIII-lea, București, 1901, p.238). Printre argumente se numără similitudinile izbitoare de îmbrăcăminte între jucătorii Călușului și jucători ai unor tradiții similare din Spania, Britania, Portugalia etc. Lămuritoare este o comparație între portul Ciomăgașilor din regiunea Miranda, Spania, prezentat aici, al dansatorilor de Morris Dance Arhivat în 17 mai 2021, la Wayback Machine. din Marea Britanie (a se vedea mai ales costumele fotografiate în 1875, cele din Costwold etc.)  și cel al Călușarilor din România. În toate țările amintite apar elementele care sunt tipice și veșmântului călușăresc românesc: pălăria (sau căciula) cu panglică, panglicile încrucișate pe piept (uneori reduse la una singură), clopoțeii etc. Steagul călușăresc, de asemenea parte esențială a ritualului, apare și el în toate aceste locuri. 
Legătura evidentă dintre Căluș și sărbătorile ortodoxe trebuie pusă în paralel cu legătura dintre celelalte forme similare din restul Europei și sărbătorile catolice (respectiv anglicane și protestante). Acest lucru l-a făcut pe Tudor Pamfile să se ferească de a emite, conform tradiției vremii, ipoteza unei origini păgâne pre-creștine a obiceiului. 

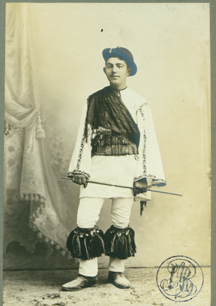
Călușar din Orăștie (între 1900-1920)

Romulus Vuia va lansa în perioada interbelică ideea că obiceiul Călușului ar fi un dans de cinstire a demonilor (cf. și Originea jocului de călușari, Romul Vuia [forma folosită de autor atunci], Ed. Inst. de Arte Grafice "Ardealul", 1921-1922, p. 215-254). Pentru a susține această idee elimină o serie de mărturii ce o contraziceau categoric. De exemplu, atunci când descrie rânduiala primirii în rândul Călușarilor (p.219-220 op.cit.) nu menționează nici una dintre variantele ce includ binecuvântarea preotului. Legătura Călușarilor români cu Biserica (amintită și de Dimitrie Cantemir în Descriptio Moldaviae) este ignorată și ea. Romulus Vuia menționează această legătură însă la Călușarii din Macedonia (p. 229 op.cit.). 
Poziția mitizantă a fost susținută de Regimul comunist din România, deoarece favoriza linia tracismului și dacismului. Ca urmare a apărut un folclor pseudo-științific ce pretindea a găsi originea Călușului la traci, iar mai apoi la daci. 
Un exemplu este pretenția după care Călușul ar ține de cultul unui străvechi zeu cabalin numit de tradiția populară a dacilor Căluș, Căluț sau Călucean.. Este de observat că nu există niciun izvor istoric ce ar putea fi invocat în susținerea unor asemenea afirmații. Nu se cunoaște existența unor dansuri cu armele la daci, iar dintre puținele nume de zei geto-daci cunoscute (multe fiind în fapt sud-tracice) nu se cunoaște niciunul care să fi avut caractere cabaline, cu atât mai puțin numele de "Căluș", "Căluț" sau "Călucean". 
De altfel tendința mitologizantă face ca și în Anglia, Spania, Portugalia etc. să se pretindă tot mai mult o origine obligatoriu locală și pre-romană a formelor locale. Amplitudinea fenomenului face ca aceste pretenții să poată avea susține doar la nivelul unor minore specificități locale.  
În mai multe studii de specialitate, academicianul Sabina Ispas arată că tradiția Călușului se înscrie în tradiția jocurilor taumaturgice creștine de tradiție mixtă, iudaic-romană, tipică primelor secole creștine, tradiție contaminată de jocurile războinice ale vremii (cf. și "Căluș și Călușar. O viziune neconvențională asupra unui ritual taumaturgic arhaic", în Cultură orală și informație transculturală, de Sabina Ispas, Ed. Academiei Române, București, 2003, p. 148-184). Autoarea arată prezența istorică a acestor jocuri taumaturgice în Imperiul Roman și Imperiul Roman de Răsărit până în secolul al XIII-lea cel puțin,  Ruperea treptată a unității creștine primare, dar și influențele necreștine ulterioare (de la cele islamice, care au creat denumirea Dansul Maurului sau Morrice Dance, până la cele animiste vechi turcice sau tătărăști), au dus la apariția unor variații în tradițiile locale. Totuși sensul taumaturgic, vindecător și sfințitor, s-a păstrat până în secolul al XIX-lea în cele mai multe zone. Reputata cercetătoare descrie astfel Călușul:
„Practicat de o ceată ezoterică masculină într-o perioadă fixă a anului liturgic, determinată de data mobilă a sărbătorii Rusaliilor, ritualul (numit, de preferință, în literatura de specialitate, obicei sau joc, după perspectiva din care se face analiza) Călușului manifestă astăzi un polifuncționalism evident, din care atrag atenția: vindecarea și profilaxia, fecunditatea și prosperitatea, caracterul războinic, valența inițiatică și caracterul de divertisment, spectacol. Ceata folosește un instrumentar specializat din care amintim: steagul, bastoanele din lemn ale călușarilor, sabia (purtată de personajul mascat), plantele care au caracteristici profilactice și vindecătoare, cum sunt usturoiul, pelinul și, uneori, busuiocul, substanțele cu atribute purificatoare: sarea, tămâia, apa. În timpul actului vindecării este sacrificată o găină. Conducătorul grupului de călușari este vătaful, care împarte anumite segmente de autoritate cu „mutul", personaj cu fața acoperită de o mască confecționată, de obicei, din piele de capră și înarmat cu sabia, uneori și cu un bici. Costumele călușarilor sunt anume împodobite, având însemne care îi fac ușor identificabili: cămăși cusute cu flori (de preferință cu arnici roșu), curele, bete, basmale încrucișate peste piept și peste spate, un acoperământ al capului particularizat (turban, fes, pălărie cu panglici și alt tip de podoabe), clopoței metalici și ciucuri fixați în jurul pulpelor, pinteni la călcâie. în anumite circumstanțe, în momente bine precizate ale desfășurării ritualului, participă și femeile. Sunt ,,jucați" copii mici pentru a li se induce o stare de sănătate nealterată. Grupul este însoțit de 1-2 lăutari. Muzica și jocul spectaculos, cu trăsături particularizatoare, constituie caracteristici care fac din Căluș un complex coregrafic excepțional. Într-o tipologie riguroasă a manifestărilor călușărești, în care s-ar urmări variantele ritualului, diversitatea structurilor funcționale și evoluția semnificațiilor în diacronie, acestuia trebuie să i se alăture Călușerul ardelean și Junii Brașovului.

[...]practicarea lor de către soldați, în cadrul armatei, le plasează, încă de atunci, printre jocurile războinice, atletice, competitive, fară a se exclude și o valență a lor simbolică, rituală, încifrată și păstrată, poate, din vremuri vechi, asociată devoțiunii religioase exprimate prin dans și cântec instrumental.” (Sabina Ispas, Cultură orală..., p. 151-152 și 154-155)
Etnologul Mihai-Andrei Aldea consideră că atestarea sabiei sau spadei în formele vechi de Morris Dance, Pauliteiros, Căluș etc. este dovada unei uniri în această tradiție a tradițiilor taumaturgice iudeo-creștine și a tradițiilor militare existente în Imperiul Roman (cf. Ortodoxia și artele marțiale, București, 2014, p. 33, 158, 162 ș.cl. sau Cum luptau Românii? II. Dicționarul, București, 2019, p. 89-90).
Romulus Vulcănescu preia integral ideile lui Romulus Vuia în privința Călușului (cf. Mitologie română, Ed. Academiei Republicii Socialiste România, București, 1985). 
Alți cercetători propun ipoteza unui ritual agrar de origine incertă. 
Tot mai mulți cercetători recunosc totuși, obiectiv, o origine indo-europeană comună a acestor obiceiuri, evident în așa numitele jocuri cu spada (exemplu: "The Pauliteiros de Miranda: from local symbol to intangible cultural heritage?", de Barbara Alge, Rev. Etnografica, vol. 11 (2), p. 353-369).

### Călușul din Vlașca
În județul Giurgiu, Călușul se joacă în mai multe comune: Găujani, Slobozia, Pietrele, Oinacu, Comasca, Braniștea, Frătești, Cetatea, Bălănoaia, Oncești, Bălanu, Putineiu și Vlașinu. Tot aici, se desfășoară anual tradiționalul festival „Călușul ca pe Vlașca”, manifestare-eveniment cu larg ecou și cu bogată participare, inițiată de etnologul giurgiuvean Mihai Ion (1944-2003).

## Patrimoniu cultural imaterial al umanității

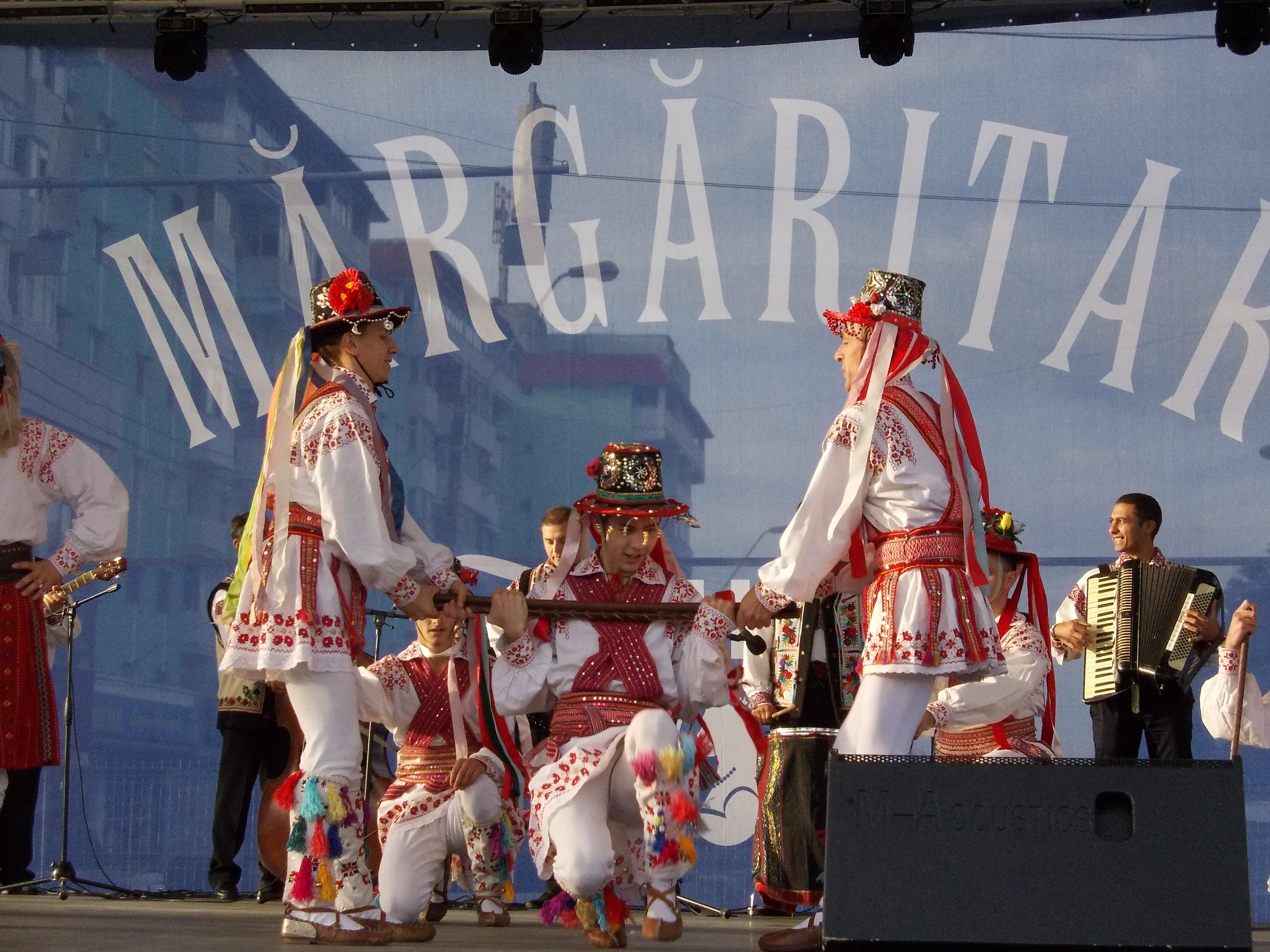
Dansul călușarilor

România este prezentă pe Lista Patrimoniului Cultural Imaterial al Umanității UNESCO cu Ritualul Călușului (inclus la 25 noiembrie 2005), Doina (2 octombrie 2009), Ceramica de Horezu (3-7 decembrie 2012), Scoarțele Oltenești (1 decembrie 2016), Cămașa cu altiță (1 decembrie 2022).